# Soletellina nitida
Soletellina nitida är en musselart som först beskrevs av Gray 1843.  Soletellina nitida ingår i släktet Soletellina och familjen Psammobiidae. Inga underarter finns listade i Catalogue of Life.